# Robert Lucas mladší
Robert Emerson Lucas mladší (15. září 1937 Yakima, Washington – 15. května 2023 Chicago, Illinois) byl americký ekonom, nositel Nobelovy ceny za ekonomii za rok 1995.
V letech 1967–1974 působil jako profesor na Univerzitě Carnegieho–Mellonových v Pittsburghu, od roku 1975 vyučoval na Chicagské univerzitě; byl členem Americké akademie umění a věd v Cambridge (od roku 1980) a Národní akademie věd ve Washingtonu, D.C. (od roku 1981). Prováděl výzkum v oblasti makroekonomie.
V roce 1995 obdržel Nobelovu cenu za formulaci a přípravu hypotézy racionálních očekávání, transformaci makroekonomické analýzy a prohloubení poznatků o hospodářské politice.